# جیمی بنت
جیمز «جیمی» بنت (به انگلیسی: James "Jimmy" Bennett) (زادهٔ ۹ فوریه ۱۹۹۶) یک بازیگر آمریکایی است. او در فیلم‌های زیادی بازی و صداپیشگی کرده، اما بیشتر به‌خاطر نقش‌آفرینی در فیلم‌های بزرگداشت روز پدر، گروگان، دیوار آتش، پوسایدون، ایوان قدرتمند، پیشتازان فضا، یتیم و فسقلی‌ها شناخته شده‌است.

## زندگی و حرفه
بنت در سیل بیچ، کالیفرنیا زاده شد و هم‌اکنون همراه با پدر و مادر و خواهرش در هانتینگتون بیچ زندگی می‌کند. او در آغاز در آگهی‌های بازرگانی بازی کرد. بنت پیش از حضور در نخستین فیلم سینمایی (بزرگداشت روز پدر) در دو سریال تلویزیونی به نام‌های قیم و داروی نیرومند نقش‌آفرینی کرد. او در سال ۲۰۰۹ در پنج فیلم سینمایی حضور داشته‌است. بنت تاکنون سه بار نامزد «جوایز هنرپیشه نوجوان» شده‌است.
او در سال ۲۰۱۸ در یک جنجال رسانه ای، متهم به تجاوز جنسی علیه آزیا آرجنتو، و همچنین توسط برخی رسانه‌های دیگر، به عنوان قربانی تجاوز جنسی مطرح شد و متعاقب این جنجال رسانه ای، این ادعاها از سوی هر دو نفر تکذیب گردید.

## فیلم‌شناسی
- دیوار آتش (۱۹۹۹) -
- بزرگداشت روز پدر (۲۰۰۳) - (تونی)
- سگی برای کریسمس می‌خواهم، چارلی براون (۲۰۰۳) - (صدای ریران)
- دل فریبنده همه چیز است (۲۰۰۴) - (کودکی جرمایا)
- اولین جشن پائیزی لومپی (۲۰۰۴) - (صدای رو)
- افسانه ران بورگاندی (۲۰۰۴) - (تامی)
- قلب فریبکار (۲۰۰۴)
- اکسپرس قطبی (۲۰۰۴) - (بیلی)
- گروگان (۲۰۰۵) - (تامی اسمیت)
- وحشت امیتی‌ویل (۲۰۰۵) - (مایکل لاتز)
- کارآگاه (۲۰۰۵) - (ایوان تمپون)
- دیوار آتش (۲۰۰۶) - (اندی استنفیلد)
- پوسایدون (۲۰۰۶) - (کانر جیمز)
- او یک زورگو است، چارلی براون (۲۰۰۶) - (تله‌فیلم)
- ایوان قدرتمند (۲۰۰۷) - (رایان بکستر)
- آبسنگ (۲۰۰۷) - (صدای کودکی پی)
- جنوب پیکو (۲۰۰۸) - (مارک وستون)
- گنجایش کاسته‌شده (۲۰۰۸) - (دیلیون)
- تراکر (۲۰۰۸) - (پیتر)
- دوستان برفی (۲۰۰۸) - (صدای بودا)
- پیشتازان فضا (۲۰۰۹)- (کودکی جیمز)
- یتیم (۲۰۰۹)- (دنیل)
- فسقلی‌ها (۲۰۰۹) - (تو تامپسون)
- زندگی‌های دزدیده‌شده (۲۰۰۹) - (جان)
- آلاباما مون (۲۰۰۹) - (مون بلیک)
- استخوان‌ها (۲۰۱۰) - (استخوان سفید)